# 德特斯费尔德
德特斯费尔德是德国莱茵兰-普法尔茨州的一个市镇。总面积5.86平方公里，总人口656人，其中男性325人，女性331人（2011年12月31日），人口密度112人/平方公里。